# Харук Володимир Юрійович
Володи́мир Ю́рійович Хару́к (1999—2022) — військовослужбовець полку «Азов» Національної гвардії України, учасник російсько-української війни. Учасник битви за Маріуполь, кавалер ордена «За мужність» III ступеня.

## Життєпис
27 липня 1999, с. Рудники. Мобілізований на строкову службу 2019 року до НГУ. Спочатку служив у Кривому Розі. У 2020 році долучився до «Азова», підписав контракт.
Загинув під час оборони Маріуполя. Його знайшли майже через 2 роки. Похований у селі Рудники.

## Нагороди
Нагороджений орденом «За мужність» III ступеня (посмертно).